# Пеналне психозе
Пеналне психозе или затворске психозе су пролазна стања, привемених душевних поремећаја, која настају као резултат с једне стране излагању дуготрајним, интезивним стресогеним условима и с друге специфичности структуре личности - предиспозиција. Припадају категорији реактивних поремећаја.

## Психосиндроми у затворским условима
У зависности од дужине трајања психочких поремећаја, затворске психозе као примитивне заштитне реакције се могу означавати као:
- Абнормална затворска реакција - ако је такво стање краћег трајања;

- Затвореничко реактивно стање - овакав термин се користи ако је стање дужег трајања;

- Затвореничке психизе (psychosis poenalis) - је резервисан назив за стање пуне психотичности.[1]

### Облици психотичних поремећаја
- Синдром психомоторне узнемирености: се карактерише континуираним немиром, бесом, сталним кретањем, агресивношћиу (посебно усмереним на раднике обезбеђења). Демолирање инвентара је такође могуће у појединим случајевима.

- Депресивни синдром: односи се на развијање класичне клиничке слике депресије, са постојањем ризика од самоубиства.

- Параноидни синдром: се састоји од параноидних суманутих идеја прогањања, сумњичавости, тровања, са постојањем ризика од агресивности, која проилази као одговор на сопствено виђење односа.

- Халуцинаторни синдром: Може бити у обласи свих чула, али се најчешће дешава да је у свери чула слуха. Може се запазити код затвореника који су у самници. Ако се халуцинаторни синдром удружи с параноидним синдромом, постоји могућност агресивног понашања затвореника.

- Затворска психоза: карактерише се интеграција раније наведених синдрома, који тако скупа подсећају на схизофренију, са доминирањем параноидних садржаја.

- Синдром псеудодеменције (Ганзеров синдром) или примитивне затворске реакције: карактерише се "бежањем у болест", особа са хистрионичним поремећајем личности. Овде се ради о аутосугестији хистерионичнног затвореника да је душевно оболео, као део специфичних механизама заштите од стресне средине и нелагодних искуства у актуелном окружењу. Овакав затвореник није у стању да да податке о себи, понаша се неадекватно и несврсисходно, на постављења питања даје приближе али нетачне одговоре, нпр. непрепознаје сврху појединих предмета, 2 и 2 су 5, коза има 3 или 5 ногу и сл. Овакво стање квалитативне измене функционисана свести од деменције се разликује по томе што постоји очуваност великог броја менталних функција, што никако не бих могло да буде у случају праве деменције, која настаје умирањем ћелија мозга, услед чега цела личност се неповратно осиромашује на пољима менталних функција и општег функционисања. Овакаво стање траје док су и угрожавајући утицаји присутни, као да се променом средине нпр. премештање у болницу или повлачењем оптужбе, стање нормализује уз пратећу делимичну или потпуну амнезију за период кризе. Поновним повратком у претходну ситуацију, стање се поново погоршава.

- Псеудоступор карактеришу симптоми делимичне закочености целог тела, као и неусклађеност са општом моториком, уз бистар поглед и активну мимику. Постоји могућност агресивних напада на окружење.[1]

## Форензичко пхихопатолошки значај пеналних психоза
Наведена стања се не узимају у обзир када је у питању процена способности учиниоца кривичног дела да схвати значај и да управља својим поступцима, у време извршења кривочног дела, јер тада нису ни била активна. Тако она представљају проблем за спровпђење кривичног поступка, због могућности његовог прекидања, како би се осуђеник послао на лечење. Даљи правни процеси се настављају по окончању лечења.